# Sutton-Alpine
Sutton-Alpine é uma Região censo-designada localizada no estado americano de Alasca, no Distrito de Matanuska-Susitna.

## Demografia
Segundo o censo americano de 2000, a sua população era de 1 080 habitantes.

## Geografia
De acordo com o United States Census Bureau tem uma área de 392,7 km², dos quais 391,8 km² cobertos por terra e 0,9 km² cobertos por água.

## Localidades na vizinhança
O diagrama seguinte representa as localidades num raio de 24 km ao redor de Sutton-Alpine.